# An-My Lê
An-My Lê (nacida en 1960) es una fotógrafa vietnamita estadounidense y profesora en Bard College.
Es becaria de la Fundación MacArthur 2012 y ha recibido la Beca de la Fundación John Simon Guggenheim Memorial (1997), el Premio del Programa de Escritores y Artistas Antárticos de la Fundación Nacional de Ciencias (2007) y la Beca de la Fundación Tiffany Comfort (2010). Su trabajo fue incluido en la Bienal de Whitney 2017 y está en su colección permanente.

## Biografía
An-My Lê nació en Saigón, Vietnam, en 1960. Dejó Vietnam en 1975. Estudió biología en la Universidad de Stanford y recibió su bachillerato en 1981 y su maestría en 1985. Asistió a la Escuela de Arte de Yale y recibió su MFA en 1993.
Su libro Small Wars fue publicado en 2005. En noviembre de 2014, Aperture publicó su segundo libro, Events Ashore. Events Ashore representa una exploración de nueve años de la Marina de los EE. UU.  en todas partes del mundo. El proyecto comenzó cuando la artista fue invitada a fotografiar barcos de la armada estadounidense mientras se preparaban para su despliegue a Irak. Fue la primera de una serie de visitas a los acorazados, a las misiones humanitarias en África y Asia, a los ejercicios de entrenamiento y a las misiones científicas en el Ártico y la Antártida.

## Premios y subvenciones
- 1993: Premio Blair Dickinson Memorial, Escuela de Arte de la Universidad de Yale[6]
- 1995: Beca CameraWorks Inc.[6]
- 1996: Beca de fotografía de la Fundación para las Artes de Nueva York[7]
- 1997: Beca de la Fundación John Simon Guggenheim Memorial[7]
- 2004: Beca de fotografía John Gutmann[6]
- 2007: Fundación Nacional de Ciencias, Premio del Programa de Escritores y Artistas Antárticos[8]
- 2010: Fundación Tiffany Comfort[9]
- 2012: Beca de la Fundación John D. y Catherina T. MacArthur[6]

## Libros
- Pequeñas Guerras. Nueva York: apertura, 2005. Ensayo de Richard B. Woodward. Entrevista por Hilton Als.
- Eventos en tierra. Nueva York: apertura, 2014. Ensayo de Geoff Dyer .

## Otros trabajos
- Vietnam (1994-1998)
- Small Wars (1999-2002): un álbum de fotos que tomó entre 1999 y 2002 durante una recreación de la Guerra de Vietnam. Las fotos fueron tomadas principalmente en blanco y negro y retratan diferentes escenas de batallas de la Guerra de Vietnam.
- 29 palmas (2003-04)
- Roca trampa (2006)

## Exposiciones
- Bienal de Whitney 2017.[10]
- MOMA (Nueva York), noviembre, 2023-marzo, 2024.[11]